# アンドレス・ラマス
アンドレス・ラマス（Andrés Lamas Bervejillo、1984年1月16日 - ）は、ウルグアイ・モンテビデオ出身のサッカー選手。アトレティコ・トゥクマン所属。ポジションはディフェンダー。

## 経歴
デフェンソール・スポルティングでデビューした。2007-08シーズンはトルコのMKEアンカラギュジュにレンタル移籍した。2008年、レクレアティーボ・ウェルバに完全移籍した。2008年9月28日のUDアルメリア戦でデビューした。2008-09シーズンは13試合に出場した。2009-10シーズンはUDラス・パルマスへレンタル移籍。

## 所属クラブ
- 2004年 - 2008年  デフェンソール・スポルティング
  - 2007年 - 2008年  MKEアンカラギュジュ (期限付き移籍)
- 2008年 - 2012年  レクレアティーボ・ウェルバ
  - 2009年 - 2010年  UDラス・パルマス (期限付き移籍)
- 2012年 - 2013年  ADアルコルコン
- 2013年 - 2014年  リベルプールFC
- 2014年  CSDインデペンディエンテJT
- 2014年  FCルツェルン
- 2015年  バルセロナSC
- 2016年 - 2018年  デフェンソール・スポルティング
- 2018年 -  アトレティコ・トゥクマン

## タイトル
デフェンソール・スポルティング
- プリメーラ・ディビシオン : 2007-08